# L'Automne de Pougne
Pour plus de détails, voir Fiche technique et Distribution.
L'Automne de Pougne est un téléfilm d'animation français réalisé par Pierre-Luc Granjon et Antoine Lanciaux, diffusé pour la première fois le 24 octobre 2012. Il fait partie du programme 10, 11, 12... Pougne le Hérisson qui est lui-même le quatrième et dernier épisode de la collection Les Quatre Saisons de Léon.
Il remporte le prix pour un spécial TV lors du festival d'Annecy 2013.

## Synopsis
Le bon roi Balthazar s'ennuie car il n'y a plus aucun livre à lire dans son royaume. Sa mort approchant le peuple entier plonge dans une profonde déprime. Pougne le hérisson est persuadé que c'est la faute de Boniface le Conteur qui est partie en exil. Lui et sa bande d'amis partent à sa recherche.

## Fiche technique
- Titre : L'Automne de Pougne
- Réalisation : Pierre-Luc Granjon et Antoine Lanciaux
- Scénario : Pierre-Luc Granjon et Antoine Lanciaux
- Musique : Normand Roger, Pierre-Yves Drapeau et Denis Chartrand
- Animation : Pierre-Luc Granjon, Chaïtane Conversat, Laëtitia Dupont et Antoine Lanciaux
- Montage : Hervé Guichard et Pauline Coudurier
- Producteur : Pascal Le Nôtre, Christine Côté, Marie-Claude Beauchamp et Marc Bertrand
- Production : Folimage, Foliascope, Subséquence, ONF et Piwi+.
- Diffuseur TV en France : France 3
- Distribution : Folimage
- Pays d'origine :  France
- Durée : 26 minutes
- Date de sortie :
  -  France : 24 octobre 2012

## Distribution
- Christian Taponard
- Nathalie Fort
- Bernard Bouillon
- Albert Payne
- Sarah Bazri

## Récompenses et distinctions
Lors de l'édition 2013 du festival international du film d'animation d'Annecy, le film reçoit le prix pour un spécial TV.